# Кубок Молдови з футболу 2007—2008
Кубок Молдови з футболу 2007–2008 — 17-й розіграш кубкового футбольного турніру в Молдові. Титул вп'яте здобув Шериф.

## Календар
| Раунд            | Дата                       | Матчі | Клуби   |
| ---------------- | -------------------------- | ----- | ------- |
| Попередній раунд | 19 серпня 2007             | 7     | 41 → 34 |
| Перший раунд     | 26 серпня 2007             | 10    | 34 → 24 |
| Другий раунд     | 6 вересня 2007             | 8     | 24 → 16 |
| 1/8 фіналу       | 7-8 жовтня 2007            | 8     | 16 → 8  |
| 1/4 фіналу       | 25 жовтня/7 листопада 2007 | 8     | 8 → 4   |
| 1/2 фіналу       | 16 квітня/7 травня 2008    | 4     | 4 → 2   |
| Фінал            | 20 травня 2008             | 1     | 2 → 1   |

## Другий раунд
| Команда 1                   | Рахунок | Команда 2              |
| --------------------------- | ------- | ---------------------- |
| 6 вересня 2007              |         |                        |
| Локомотив (Бєльці) (2)      | 2:3     | Флорень (2)            |
| Подіш (Інешть) (3)          | 2:0     | Унгень (2)             |
| Криково (3)                 | 2:0     | Флакера (Фалешти) (3)  |
| Кантемір (3)                | 1:3     | Гагаузія (2)           |
| Синтеза (Каушани) (3)       | 1:8     | Бешикташ (Кишинів) (2) |
| Петрокуб Серата-Галбене (2) | 1:2     | Академія UTM (2)       |
| ЦСКА-Стяуа                  | 1:0     | Іскра-Сталь            |
| Рапід (Гідігіч)             | 0:2     | Динамо (Бендери)       |

## 1/8 фіналу
| Команда 1              | Рахунок      | Команда 2          |
| ---------------------- | ------------ | ------------------ |
| 7 жовтня 2007          |              |                    |
| ЦСКА-Стяуа             | 0:3          | Шериф              |
| Дачія                  | 5:0          | Подіш (Інешть) (3) |
| Криково (3)            | 0:2          | Тирасполь          |
| Бешікташ (Кишинів) (2) | 0:1          | Ністру (Атаки)     |
| Динамо (Бендери)       | 1:2          | Зімбру             |
| 8 жовтня 2007          |              |                    |
| Флорень (2)            | 0:0 пен. 7:8 | Олімпія            |
| Тилігул-Тирас          | 4:1          | Гагаузія (2)       |
| Академія UTM (2)       | 1:3          | Політехніка        |

## 1/4 фіналу
| Команда 1                  | Заг. | Команда 2     | 1-й матч | 2-й матч |
| -------------------------- | ---- | ------------- | -------- | -------- |
| 25 жовтня/7 листопада 2007 |      |               |          |          |
| Олімпія                    | 0:5  | Шериф         | 0:2      | 0:3      |
| Тирасполь                  | 2:0  | Дачія         | 1:0      | 1:0      |
| Ністру (Атаки)             | 3:0  | Тилігул-Тирас | 1:0      | 2:0      |
| Зімбру                     | 3:1  | Політехніка   | 1:0      | 2:1      |

## 1/2 фіналу
| Команда 1               | Заг. | Команда 2 | 1-й матч | 2-й матч |
| ----------------------- | ---- | --------- | -------- | -------- |
| 16 квітня/7 травня 2008 |      |           |          |          |
| Тирасполь               | 0:1  | Шериф     | 0:0      | 0:1      |
| Ністру (Атаки)          | 5:3  | Зімбру    | 2:1      | 3:2      |

## Фінал
| 20 травня 2008 |

| Шериф           | 1:0      | Ністру (Атаки) |
| --------------- | -------- | -------------- |
| Тестеміцану 49' | Протокол |                |

| Зімбру, Кишинів Глядачів: 5 000 Арбітр: Ігор Шацький |